# Tom Johnston (homme politique britannique)
Pour les articles homonymes, voir Tom Johnston et Johnston.
Thomas Johnston (2 novembre 1881 - 5 septembre 1965) est un journaliste socialiste écossais qui est devenu un homme politique, membre du Parti travailliste, député et ministre du gouvernement - membre du Cabinet pour les affaires écossaises. Il est également une figure notable du mouvement de la société amicale en Écosse.

## Biographie
Il est le fils de David Johnston, un épicier, et de sa femme, Mary Blackwood.
Il est né à Kirkintilloch en 1881 et fait ses études à la Kirkintilloch Board School puis à la Lenzie Academy. Étudiant la philosophie morale et l'économie politique à l'Université de Glasgow, il n'a pas obtenu son diplôme mais aide à lancer le journal de gauche, Forward, en 1906, et dans la même ville devient plus tard associé aux « Red Clydesiders », un groupement socialiste qui comprend James Maxton et Emanuel Shinwell. En 1909, il publie un livre, Our Scots Noble Families, qui vise à discréditer l'aristocratie terrienne.
D'abord élu en tant que député pour la circonscription de Stirling et Clackmannan Ouest aux Élections générales britanniques de 1922, Johnston perd son siège aux Élections générales britanniques de 1924. Il est rapidement revenu au Parlement, remportant l'élection partielle de Dundee en décembre 1924.
Il est réélu pour Stirling et Clackmannan Western aux élections générales de 1929, et est nommé sous-secrétaire d'État pour l'Écosse par le premier ministre Ramsay MacDonald. Cette administration troublée est relativement de courte durée; seule une poignée de ministres travaillistes soutient la proposition de MacDonald d'un gouvernement de coalition, avec Johnston et d'autres Clydesiders rouges parmi les puissants opposants. Longtemps membre du Parti travailliste indépendant, il s'est opposé à sa désaffiliation du Parti travailliste. Il perd son siège à l'élection générale de 1931 et n'est pas élu à une élection partielle dans le Dunbartonshire en 1932, mais il rejoint le nouveau Parti socialiste écossais, affilié au parti travailliste, et il est réélu (représentant Stirling et Clackmannan West) à la Chambre des communes aux élections générales de 1935 et est resté député jusqu'à sa retraite aux élections générales de 1945.
Johnston est la principale personnalité gouvernementale impliquée dans l'évacuation de Saint-Kilda, en Écosse, en 1930. Les documents relatifs à cet événement, qui ont attiré l'attention de la presse, peuvent être consultés aux Archives nationales d'Écosse.

## Glasgow Friendly Society
Le 17 octobre 1912, Tom Johnston est accueilli au conseil d'administration de la City of Glasgow Friendly Society (aujourd'hui Scottish Friendly). John Stewart a établi la société comme un mouvement séparatiste de la Royal Liver Friendly Society quelque 50 ans auparavant, avec l'intention de fournir un « moyen sûr et solide d'investissement pour les classes ouvrières ».
Johnston est nommé vice-président de la société en 1919. Lors de son élection comme député en 1922, il est chaleureusement félicité par le conseil d'administration de la société. Le 10 octobre 1932, près de 20 ans après avoir rejoint le conseil, Johnston est nommé adjoint et successeur de James Stewart, le fils du fondateur initial de la société.
Bien que politicien et député actif, Johnston consacre beaucoup de temps à la société et propose de nouvelles idées sur les assurances sociales. En décembre 1933, il s'adresse à la faculté d'assurance de Glasgow et de l'ouest de l'Écosse, où il introduit l'idée d'un régime d'assurance sociale tout compris, couvrant le chômage, la santé et les pensions. La société joue un rôle dans la formation du mouvement de l'assurance sociale et de ce que l'on appelle maintenant l'État-providence.
L'année suivante, en 1934, James Stewart prend sa retraite en tant que directeur général de la société et Johnston prend la relève. La société étant confrontée à des coûts administratifs toujours plus élevés alors que nombre de ses membres déménageaient en Angleterre à la recherche de travail, Johnston élabore des propositions de coopération entre les sociétés de gestion collective, proposant la formation d'un sous-comité. Malgré l'opposition, en octobre 1934, Johnston est élu à l'exécutif de l'Association of Collecting Friendly Societies. Il continue à faire pression pour son sous-comité jusqu'en 1938, date à laquelle, compte tenu de la réticence de certaines des plus grandes sociétés à participer, il décide qu'il ne servirait aucun but utile en le poursuivant.
En 1941, Tom Johnson est nommé secrétaire d'État pour l'Écosse en temps de guerre par le premier ministre Winston Churchill mais continue à travailler pour la société et les principes qu'elle défend.
Lorsqu'on demande à William Beveridge de faire un rapport sur l'assurance industrielle, Tom Johnston est revenu sur la campagne qu'il avait menée parmi les membres de l'Association of Collecting Friendly Societies. Le rapport Social Insurance and Allied Services (connu sous le nom de rapport Beveridge) a servi de base à l'État-providence de l'après-Seconde Guerre mondiale mis en place par le gouvernement travailliste élu en 1945.

## Rôles en temps de guerre
En avril 1939, pendant la préparation de la Seconde Guerre mondiale, John Anderson, le ministre de l'Intérieur, nomme Johnston commissaire à la défense civile en Écosse. Dans ce rôle, Johnston supervise les préparatifs des bombardements aériens et une éventuelle invasion, ainsi que l'organisation des abris et des secours. Le premier ministre Winston Churchill nomme Johnston secrétaire d'État pour l'Écosse le 12 février 1941, et il reste en poste jusqu'en mai 1945.
Johnston lance de nombreuses initiatives pour promouvoir l'Écosse. Opposé à la concentration excessive de l'industrie dans les Midlands anglais, il attire 700 entreprises et 90 000 nouveaux emplois grâce à son nouveau Conseil écossais de l'industrie. Il met en place 32 comités pour traiter un certain nombre de problèmes sociaux et économiques, allant de la délinquance juvénile à l'élevage ovin. Il réglemente les loyers et met en place un prototype de service national de santé (voir Service hospitalier d'urgence), utilisant de nouveaux hôpitaux mis en place dans l'attente d'un grand nombre de victimes des bombardements allemands. Son entreprise la plus réussie est la mise en place d'un système hydroélectrique utilisant l'énergie hydraulique dans les Highlands.
Partisan de longue date du mouvement Home Rule, il réussit à persuader Churchill de la nécessité de contrer la menace nationaliste au nord de la frontière et créé un Conseil d'État écossais et un Conseil de l'industrie en tant qu'institutions pour déléguer des pouvoirs depuis Whitehall.

## Activité d'après-guerre
Il s'est retiré de la politique en 1945 pour diriger le Hydro Board. Johnston est président de diverses organisations écossaises, dont le Scottish Tourist Board, la Scottish National Forestry Commission (1945–48) et le North of Scotland Hydro-Electric Board (1946–59). Il représente les intérêts écossais dans le conseil nommé pour concevoir le Festival of Britain de 1951. Il est chancelier de l'Université d'Aberdeen de 1951 jusqu'à sa mort en 1965.

## Hydro-électricité
Son plus grand héritage est sans doute la création du North of Scotland Hydro-Electric Board. Jusque dans les années 1940, de nombreuses zones rurales d'Écosse en dehors de la ceinture centrale n'avaient que peu ou pas d'électricité. Il y avait des turbines à vapeur alimentées au charbon et certaines centrales diesel desservant des zones urbaines, et la capacité excédentaire de quelques grandes centrales hydroélectriques industrielles (par exemple celles desservant les alumineries de Foyers et de Kinlochleven) est mise à disposition localement, mais il n'y a pas distribution généralisée d'électricité grâce à un système de Transport d'énergie électrique intégré tel que l'actuel réseau national.
Peut-être inspiré par l'exemple précédent de l'initiative de l'Autorité américaine du Tennessee Valley de l'administration du New Deal du président Franklin Delano Roosevelt, Johnston s'est efforcé de convaincre toutes les parties intéressées, y compris les propriétaires fonciers généralement réticents, dans le but d'exploiter la géographie et le climat (alors) à peine développés mais naturellement bien adaptés des Highlands à la production d'électricité hydraulique. Au cours des trois décennies qui ont suivi la Seconde Guerre mondiale, les équipes de planificateurs, d'ingénieurs, d'architectes et d'ouvriers du Hydro Board ont réussi à créer une succession de systèmes de production et de distribution d'électricité.

## Vie privée
En 1920, il publie l'Histoire des classes ouvrières en Écosse.
Il épouse Margaret F. Cochrane (décédée en 1977) en 1914 et sont mariés pendant plus de 50 ans.
De 1950 à 1952, il est président de la Scottish History Society.
Il meurt à Milngavie le 5 septembre 1965.